# Hélène Swarth

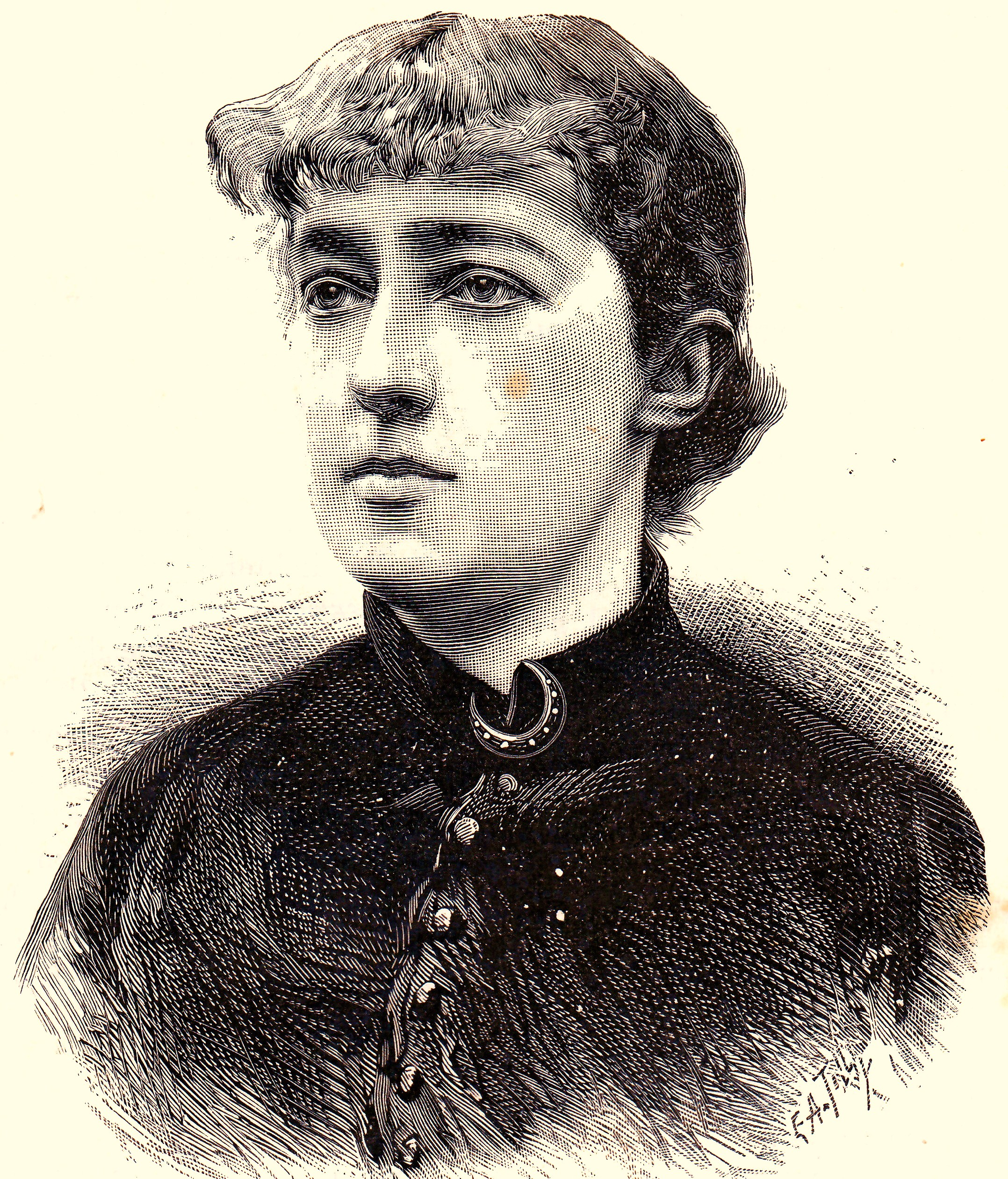
Hélène Swarth

Stephanie Hélène Swarth, född 25 oktober 1859 i Amsterdam, död 20 juni 1941 i Velp, Gelderland, var en nederländsk författare; gift 1894 med författaren Fritz Lapidoth i Haag. 
Swarth började sitt författarskap med diktsamlingarna Fleurs de rêve (1879) och Les prinlanières (1882), men vanns sedan för nederländska litteraturen och publicerade på nederländska språket Poëzie (1892), Verzen (1893), Gedichten (1902) och Octoberlover (1903), vilka berömdes för mästerskap i språk och form, i synnerhet i sonetten. Hon skrev vidare novell- och skiss-samlingarna Van vrouwenleven (1896), Van vrouwenleed och Von vrouwenlot (1897), Profieltjes (1899) och Ernst (1902). Jämte Marcellus Emants och Jacques Perk var hon en av dem, som ledde den på 1880-talet börjande moderna rörelsen i Nederländernas vitterhet.